# Siero (Spagna)
Siero è un comune spagnolo di 47 890 abitanti situato nella comunità autonoma delle Asturie.